# Неш (округ, Північна Кароліна)
Шаблон:StateAbbr_ 35°58′ пн. ш. 77°59′ зх. д. / 35.97° пн. ш. 77.99° зх. д.
Округ  Неш (англ. Nash County) — округ (графство) у штаті  Північна Кароліна, США. Ідентифікатор округу 37127.

## Історія
Округ утворений 1777 року.

## Демографія
За даними перепису 
2000 року 
загальне населення округу становило 87420 осіб, зокрема міського населення було 44786, а сільського — 42634.
Серед мешканців округу чоловіків було 42061, а жінок — 45359. В окрузі було 33644 домогосподарства, 23931 родин, які мешкали в 37051 будинках.
Середній розмір родини становив 3,02.
Віковий розподіл населення поданий у таблиці:
| Стать    | До 15 років | 15-21 | 22-29 | 30-39 | 40-49 | 50-65 | 65-85 | Понад 85 |
| -------- | ----------- | ----- | ----- | ----- | ----- | ----- | ----- | -------- |
| Чоловіки | 9477        | 4034  | 4459  | 6625  | 6578  | 6710  | 3925  | 253      |
| Жінки    | 9114        | 3901  | 4510  | 6799  | 7127  | 7204  | 5873  | 831      |

## Суміжні округи
- Воррен — північ
- Галіфакс — північний схід
- Еджком — схід
- Вілсон — південь
- Джонстон — південний захід
- Вейк — південний захід
- Франклін — захід

## Виноски
1. ↑  U.S. Decennial Census. United States Census Bureau. Архів оригіналу за 4 квітня 2018. Процитовано 18 січня 2015.
2. ↑  Historical Census Browser. University of Virginia Library. Архів оригіналу за 11 серпня 2012. Процитовано 18 січня 2015.
3. ↑  Forstall, Richard L., ред. (27 березня 1995). Population of Counties by Decennial Census: 1900 to 1990. United States Census Bureau. Архів оригіналу за 3 березня 2015. Процитовано 18 січня 2015.
4. ↑  Census 2000 PHC-T-4. Ranking Tables for Counties: 1990 and 2000 (PDF). United States Census Bureau. 2 квітня 2001. Архів оригіналу (PDF) за 18 грудня 2014. Процитовано 18 січня 2015.
5. ↑  State & County QuickFacts. United States Census Bureau. Процитовано 27 жовтня 2013.{{cite web}}:  Обслуговування CS1: Сторінки з параметром url-status, але без параметра archive-url (посилання)(англ.) Наведено за англійською вікіпедією.
6. ↑  American FactFinder. Бюро перепису населення США. Архів оригіналу за 26 лютого 2012. Процитовано 31 січня 2008.

| США | Це незавершена стаття з географії США. Ви можете допомогти проєкту, виправивши або дописавши її. |